# Frank Jöricke
Frank Jöricke (* 1967 in Trier) ist ein deutscher Autor, Poetryslamer und Werbetexter.

## Werdegang
Frank Jöricke arbeitete zunächst als Werbetexter für verschiedene Werbeagenturen. In seiner Heimatstadt betätigte er sich nebenberuflich als Lokaljournalist und als Mitarbeiter einer regionalen Satirezeitschrift (KATZ – Kleine Trierer Zeitung). Später folgte die Beteiligung an meist lokalen Poetry Slams. 2007 veröffentlichte er seinen Debütroman Mein liebestoller Onkel, mein kleinkrimineller Vetter und der Rest der Bagage, der in der Sendung Was liest Du besprochen wurde und auf Ingo Naujoks einen so großen Eindruck machte, dass dieser den Roman als Hörbuch einspielte. 2020 gewann Jöricke mit seinem Essayband War's das schon? – 55 Versuche, das Leben und die Liebe zu verstehen den Skoutz-Award.
Jöricke gibt immer wieder an, einer der Entdecker Guildo Horns zu sein, da er 1991 im Trier Stadtmagazin den ersten Artikel über die Schlagerliebhaber veröffentlicht habe. Außerdem habe er Horn dazu überredet, Schlager auf der Bühne zu präsentieren. So habe er Horn den Weg für dessen ersten Auftritte ermöglicht.
Im Jahr 2021 unterstütze Jöricke das Bürgerbegehren zur Wiederbelebung des Trierer Jugend- und Jugendkulturzentrums Exzellenzhaus (kurz: eXhaus) des Aktionsbündnis eXhaus bleibt!
Frank Jöricke hat bisher u. a. für Playboy, Frankfurter Allgemeine Zeitung, Der Spiegel (online), Neues Deutschland, Trierischer Volksfreund, der Freitag, Die Welt und brand eins Essays, Glossen und Porträts geschrieben.

## Veröffentlichungen
- Mein liebestoller Onkel, mein kleinkrimineller Vetter und der Rest der Bagage. Solibro, Münster 2007, ISBN 978-3-932927-33-1.
- Mein liebestoller Onkel, mein kleinkrimineller Vetter und der Rest der Bagage. Hörbuch, 2009.
- Jäger des verlorenen Zeitgeists: Frank Jöricke erklärt die Welt. Solibro, Münster 2013, ISBN 978-3-932927-55-3.
- War's das schon? 55 Versuche, das Leben und die Liebe zu verstehen. Solibro, Münster 2019, ISBN 978-3960790631.
- Früher war alles anders: Von Dr. Sommer bis Sonntagsbraten – eine Reise zurück in eine wilde Zeit. Yes-Verlag, München 2025, ISBN  978-3-96905-368-3.